# NGC 4256
NGC 4256 é uma galáxia espiral (Sb) localizada na direcção da constelação de Draco. Possui uma declinação de +65° 53' 54" e uma ascensão recta de 12 horas, 18 minutos e 42,8 segundos.
A galáxia NGC 4256 foi descoberta em 20 de Março de 1790 por William Herschel.